# Woking
Woking je město a nemetropolitní distrikt na západě hrabství Surrey. Nachází se na jihozápadě londýnské konurbace, 37 km od Charing Cross. Město má přímé železniční spojení s Londýnem, cesta na nádraží Waterloo trvá necelou půlhodinu.
Ve Wokingu sídlí automobilová firma McLaren.
Nepřetržitě od roku 1950 zastupuje Woking v Dolní sněmovně kandidát Konzervativní strany.
Funguje zde nejstarší britské krematorium z roku 1878. Roku 1889 byla ve městě otevřena první mešita na britských ostrovech. Tante Marie Culinary Academy je nejstarší britskou kuchařskou školou, byla zřízena v roce 1954. Jejím majitelem je od roku 2008 Gordon Ramsay.
Na prostranství před obchodním domem se nachází socha třínohého Marťana, dílo výtvarníka Michaela Condrona. Připomíná román Válka světů, který Herbert George Wells napsal ve Wokingu a zmiňuje v něm řadu místních lokalit.
Nejvyšší budovou ve městě je 73 vysoký Export House, bývalé sídlo firmy British American Tobacco.

## Významní rodáci
- Ron Dennis
- Rick Parfitt
- Peter Davison
- Bruce Foxton
- Rick Buckler
- Paul Weller
- Paolo Hewitt
- Tom Mison
- Sam Underwood
- Martin Birch

## Partnerská města
- Rastatt, Německo
- Amstelveen, Nizozemsko
- Le Plessis-Robinson, Francie